# Fondali Marini di Gaiola e Nisida
Fondali Marini di Gaiola e Nisida este o arie protejată (arie specială de conservare — SAC, sit de importanță comunitară — SCI) din Italia întinsă pe o suprafață de 167 ha, integral marine.

## Localizare
Centrul sitului Fondali Marini di Gaiola e Nisida este situat la coordonatele 40°47′43″N 14°10′24″E / 40.795385°N 14.173355°E.

## Înființare
Situl Fondali Marini di Gaiola e Nisida a fost declarat sit de importanță comunitară în octombrie 2011 pentru a proteja 1 specie de animale. Situl a fost protejat și ca arie specială de conservare în noiembrie 2019.

## Biodiversitate
Situată în ecoregiunea mediteraneană, aria protejată conține 3 habitate naturale: Recifuri, Peșteri marine scufundate complet sau parțial, Straturi cu Posidonia (Posidonion oceanicae).
La baza desemnării sitului se află o specie protejată de  reptile: Caretta caretta.
Pe lângă speciile protejate, pe teritoriul sitului au mai fost identificate 2 specii de plante, 8 specii de nevertebrate, 1 specie de pești.